# 三田洞自動車学校
三田洞自動車学校（みたほらじどうしゃがっこう）とは、岐阜県岐阜市にある、岐阜県公安委員会が公認する技能試験免除自動車教習所（指定自動車教習所）である。一般財団法人岐阜県交通安全協会が運営する。

## 概要
- 1964年開校。
- 岐阜県自動車運転免許試験場岐阜試験場に隣接する。
- 岐阜県公安委員会の指定・委託講習講習（違反者講習、運転免許取得時講習、初心運転者講習、取消処分者講習）を行っている他、原付講習、高齢者講習、企業向運転講習、ペーパードライバー講習などを行っている。

## 所在地
- 岐阜県岐阜市三田洞東1丁目23-1

周辺施設
- 岐阜県自動車運転免許試験場岐阜試験場
- 岩野田保育所
- 岐阜三田洞郵便局
- 岐阜薬科大学
- 岐阜城北高校

## 取得可能自動車運転免許
- 第一種運転免許
  - 普通自動車（MT・AT）
  - 大型自動車
  - 中型自動車
  - 準中型自動車
  - 大型特殊自動車
  - 牽引自動車
  - 普通自動二輪車
  - 大型自動二輪車

## スクールバス
- ①市街線（長良橋通り・千手堂経由）
  - 岐阜公園・岐阜北税務署・名鉄岐阜駅・岐阜市役所・長良北町方面
- ②市街線（金華橋通り・田神駅経由）
  - さぎ山東バス停・岐阜市民会館・柳ヶ瀬・名鉄岐阜駅・田神駅・長良公園方面
- ③市街線 （忠節・島・本荘経由）
  - 長良川国際会議場・忠節・菅生バス停・溝畑バス停・名鉄岐阜駅・本町1丁目・長良北町方面
- ④岐大線
  - オートバックス岐阜北店・岐阜大学方面
- ⑤高富・伊自良線
  - 高富小学校・伊自良支所・山県消防署・岐北厚生病院方面
- ⑥武芸川・美山線
  - 武芸川中学校・山県高校・山県警察署・岐北厚生病院方面
- ⑦則武・鷺山線
  - 青山中学校・島県営アパート・正木マーサ方面
- ⑧加野・芥見R156線
  - JAぎふ藍川・大船霊友会講堂前バス停・関市山田バス停・三輪南小学校・岐阜女子大学方面
- ⑨城田寺・黒野線
  - 粟野西6丁目バス停・平野総合病院・御望野バス停方面
- ⑩岐阜女子短期大学線
  - 岐阜市立女子短期大学方面

## その他
- 財団法人岐阜県交通安全協会は三田洞自動車学校の他に、多治見自動車学校、東濃自動車学校、高山自動車学校、郡上自動車学校を運営する。この5校は相互に転校して教習が受けることが可能。